# Кумы
Ку́мы (др.-греч. Κύμη, лат. Cumae, также Cyme) — первая древнегреческая колония в Италии, на побережье Тирренского моря, в Кампании.
Основана в середине VIII века до н. э. колонистами, прибывшими либо из одноимённого города на анатолийском побережье, либо с острова Эвбея. По Страбону, Кумы в Кампании основали колонисты под предводительством Гиппокла (Ἱπποκλῆς) из Кумы (ныне Кими) и Мегасфена (Μεγασθένης) из Халкиды.
Кумы были главным центром распространения и влияния греческой культуры на этрусков, римлян и другие италийские народности. Храм Аполлона со знаменитой Кумской сивиллой поддерживал связи с Дельфийским храмом. Кумы разбогатели на морской торговле и основали несколько колоний: в Южной Италии — Дикеархия (римские Путеолы; ныне Поццуоли), Нола и Неаполь, на Сицилии — Занкла (Мессана; ныне Мессина).
Значительного процветания и могущества достигли в начале V века до н. э. при тиране Аристодеме, сыне Аристократа, современнике Тарквиния Гордого.
В союзе с Сиракузами и под предводительством тирана Гиерона I в 474 до н. э. Кумы разбили объединённый флот этрусков и карфагенян в битве при Кумах.
В 421 году до н. э. завоёваны самнитами и стали кампанским городом, однако сохраняли греческие культы и традиции греческой культуры. Вблизи Кум находился знаменитый грот с оракулом прорицательницы Сивиллы.
В 338 году до н. э. Кумы завоёваны римлянами, жители Кум получили статус римских граждан (без права участия в выборах), в 215 году до н. э. Кумы получили статус римского муниципия. В период Второй Пунической войны сохраняли верность Риму. В эпоху Империи с расцветом гавани Путеолы (Puteoli, ныне Поццуоли) Кумы утратили значение. При императоре Августе Кумы получили название Колониа-Юлиа-Аугуста (Colonia Iulia Augusta).
Разрушены в VI веке в войнах Византии с готами.
До настоящего времени сохранились развалины храма Аполлона с оракулом, свод и проходы пещеры Сивиллы.

## Галерея

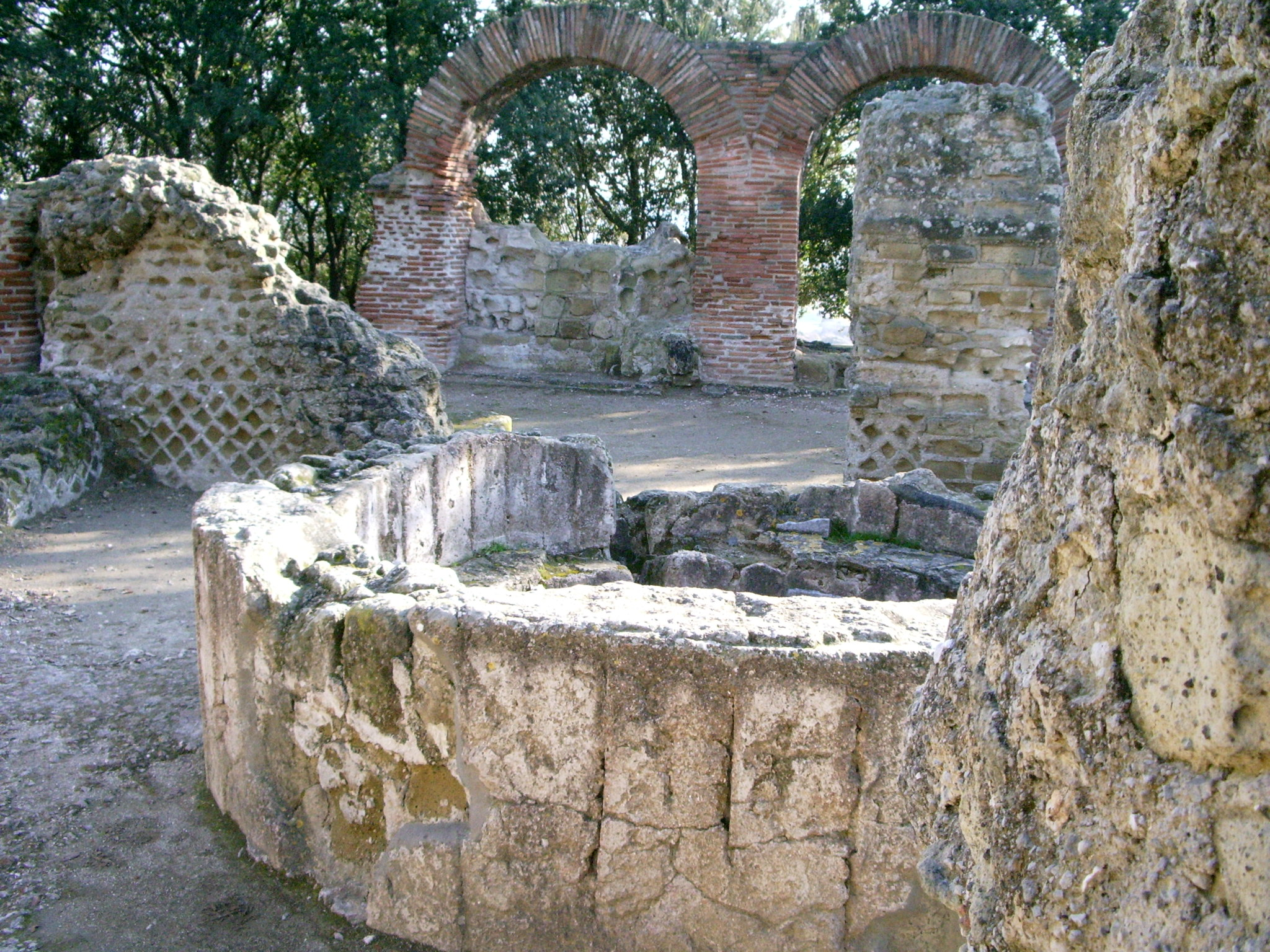
Христианский баптистерий в храме Зевса в Кумах
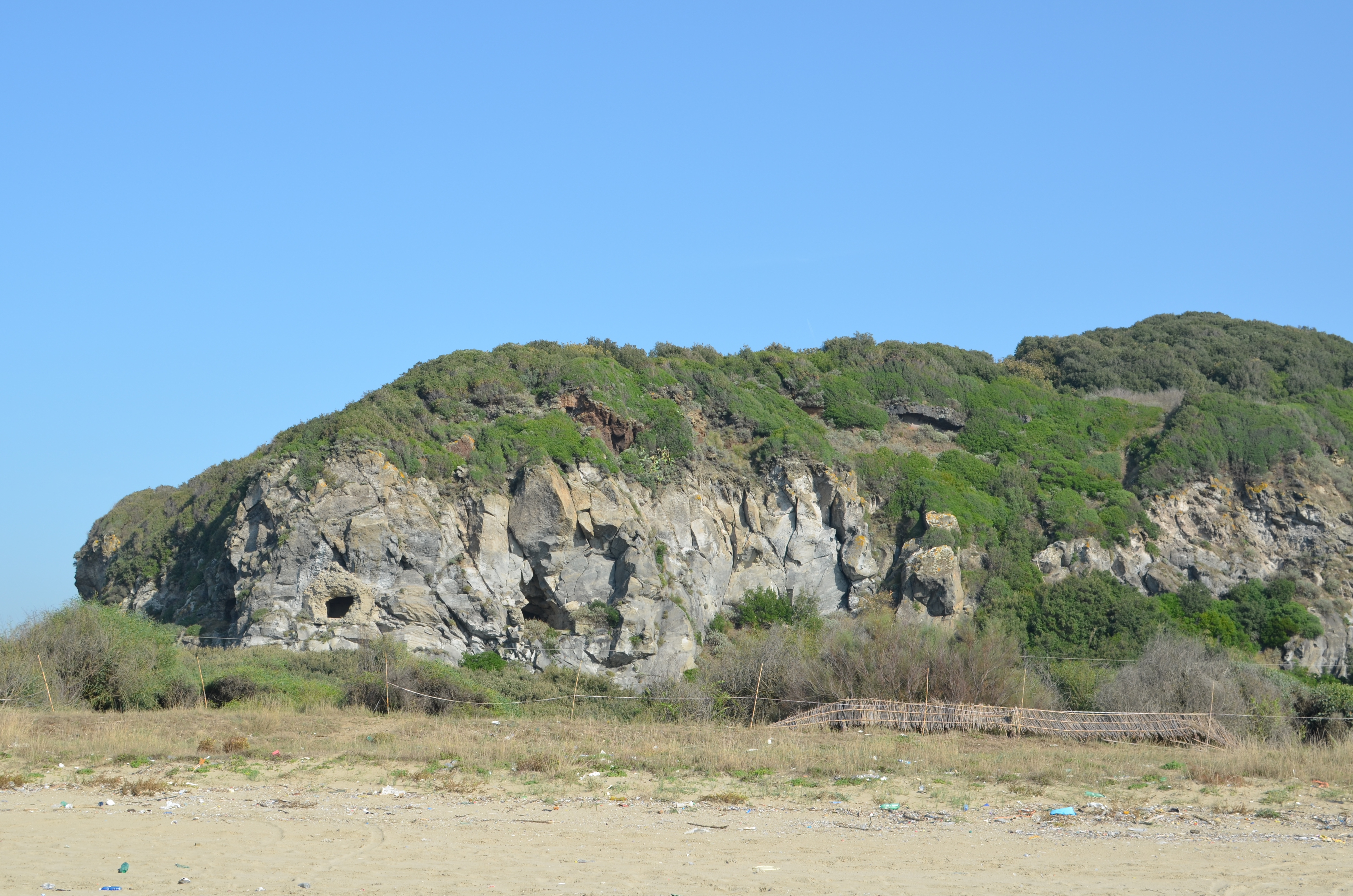
Северная часть акрополя с западной стороны. Видна дыра — след, оставленный Второй мировой войной
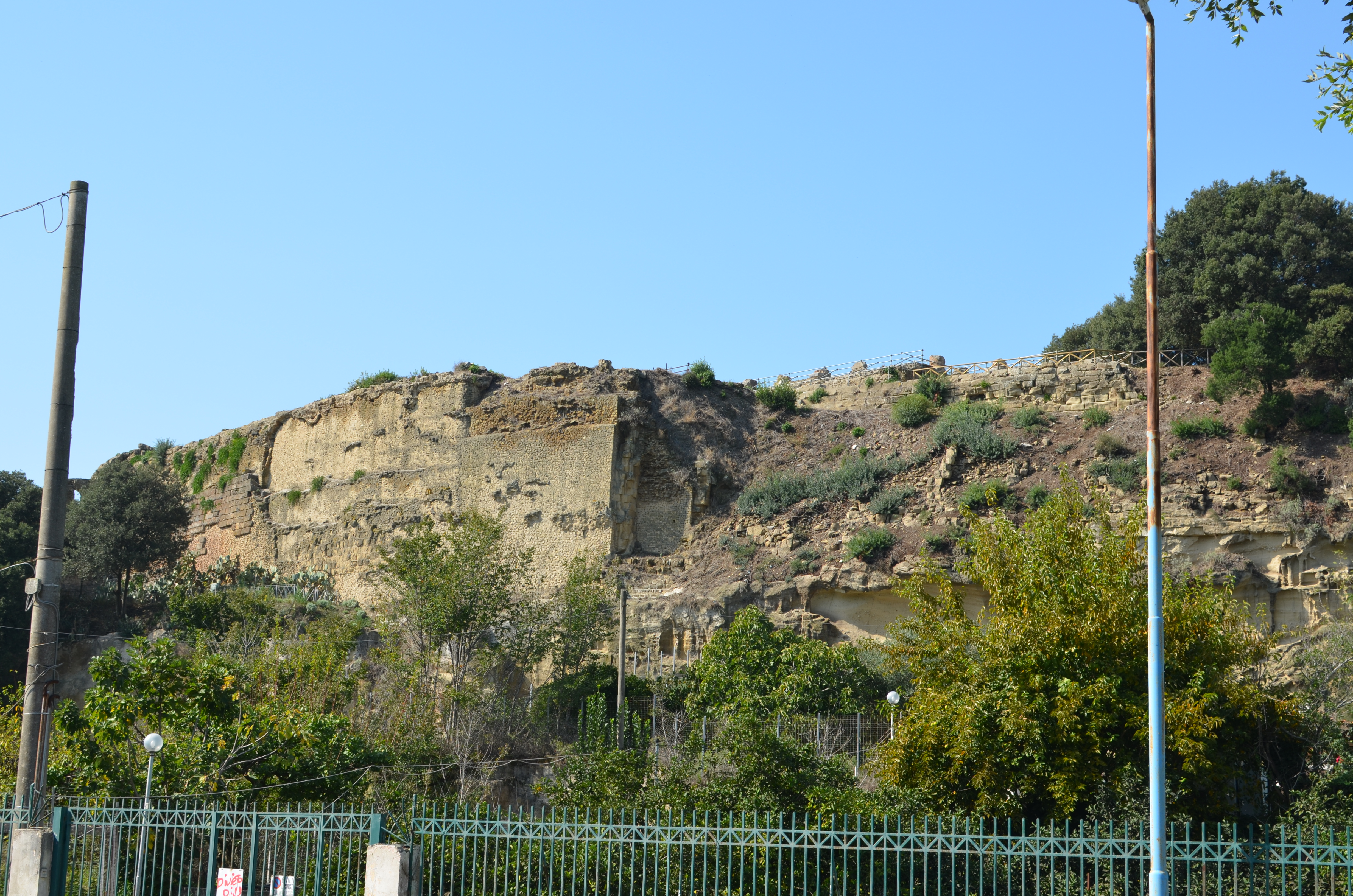
Стены акрополя
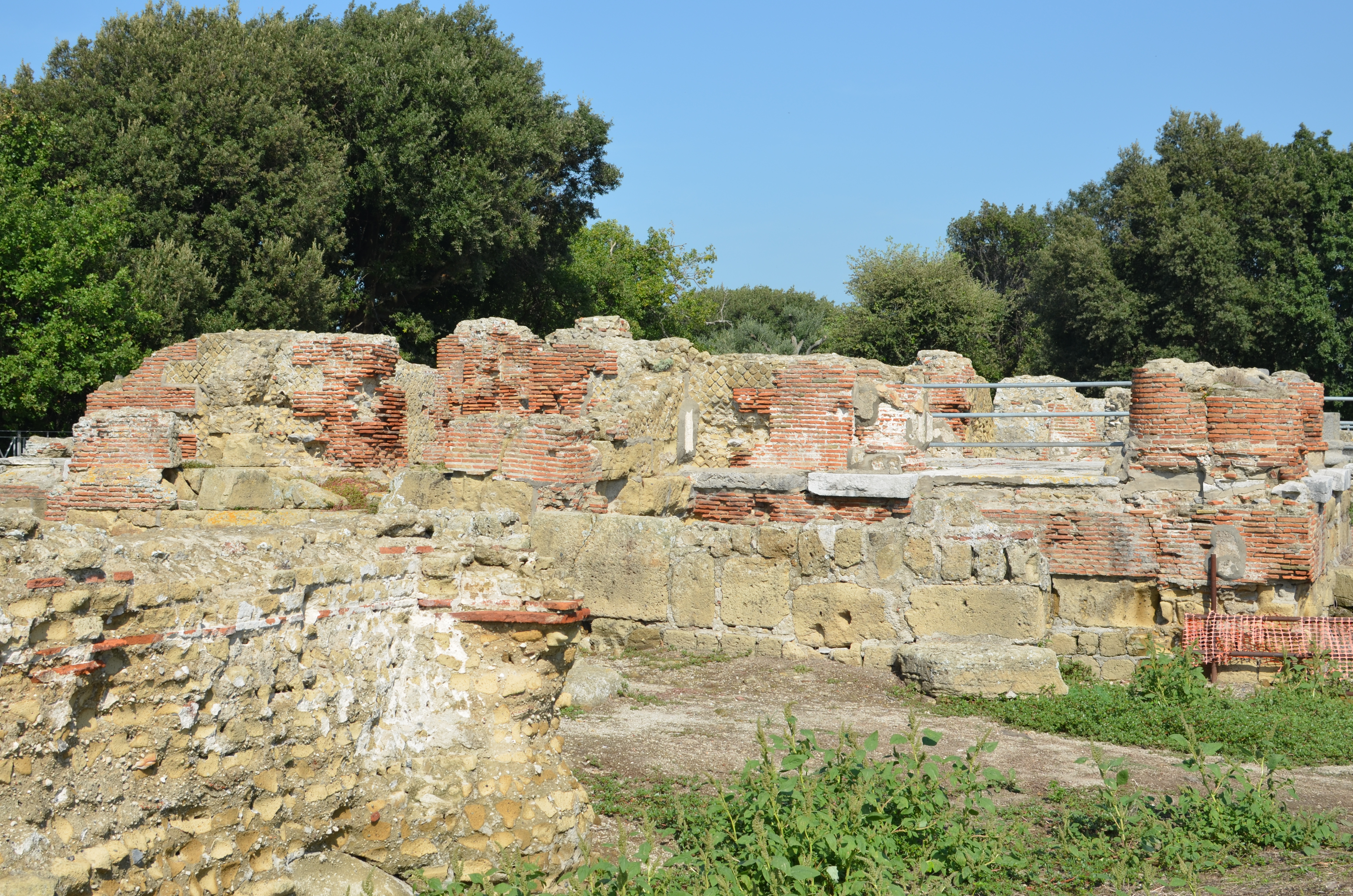
Храм Аполлона
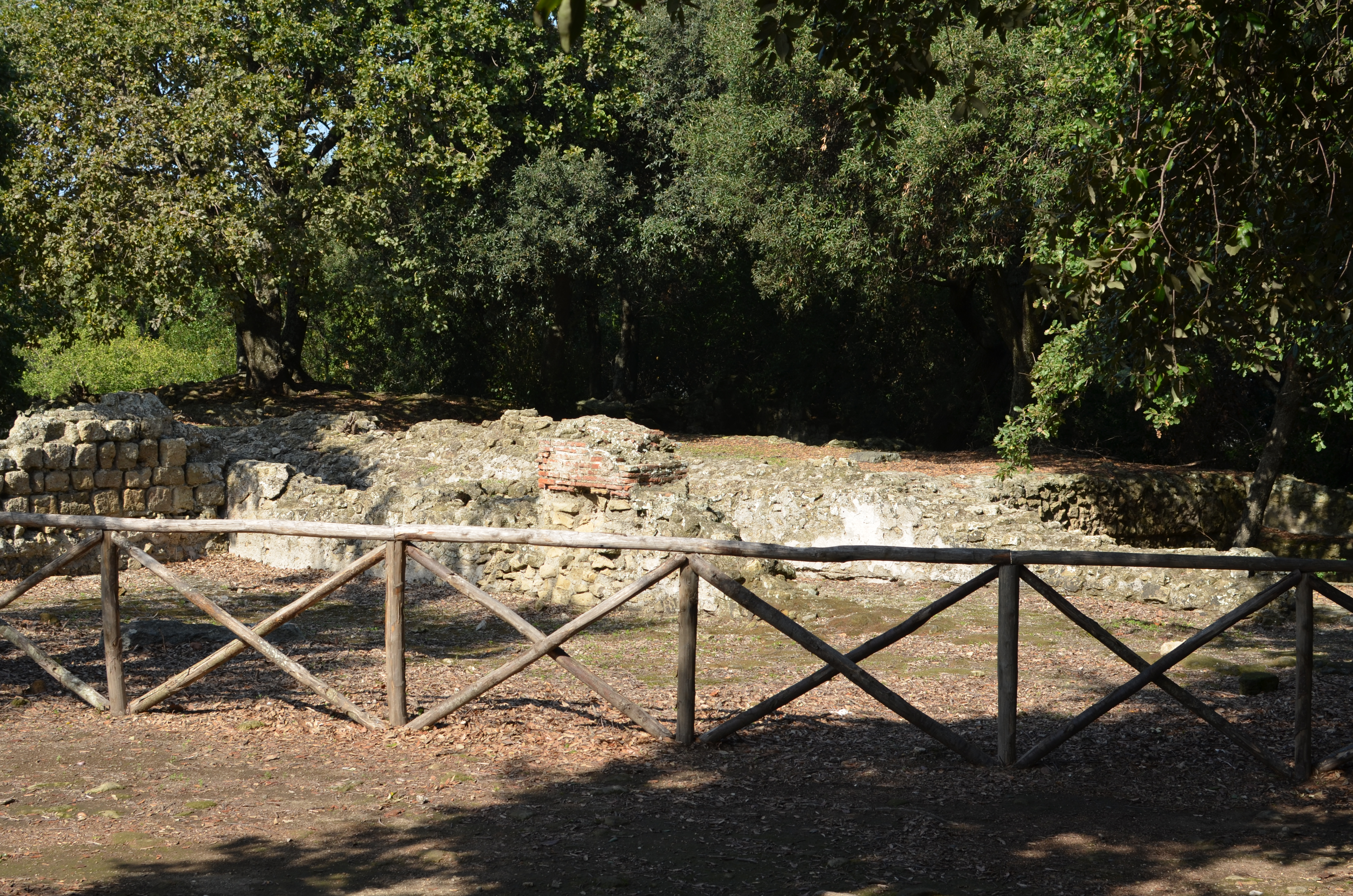
Храм Дианы
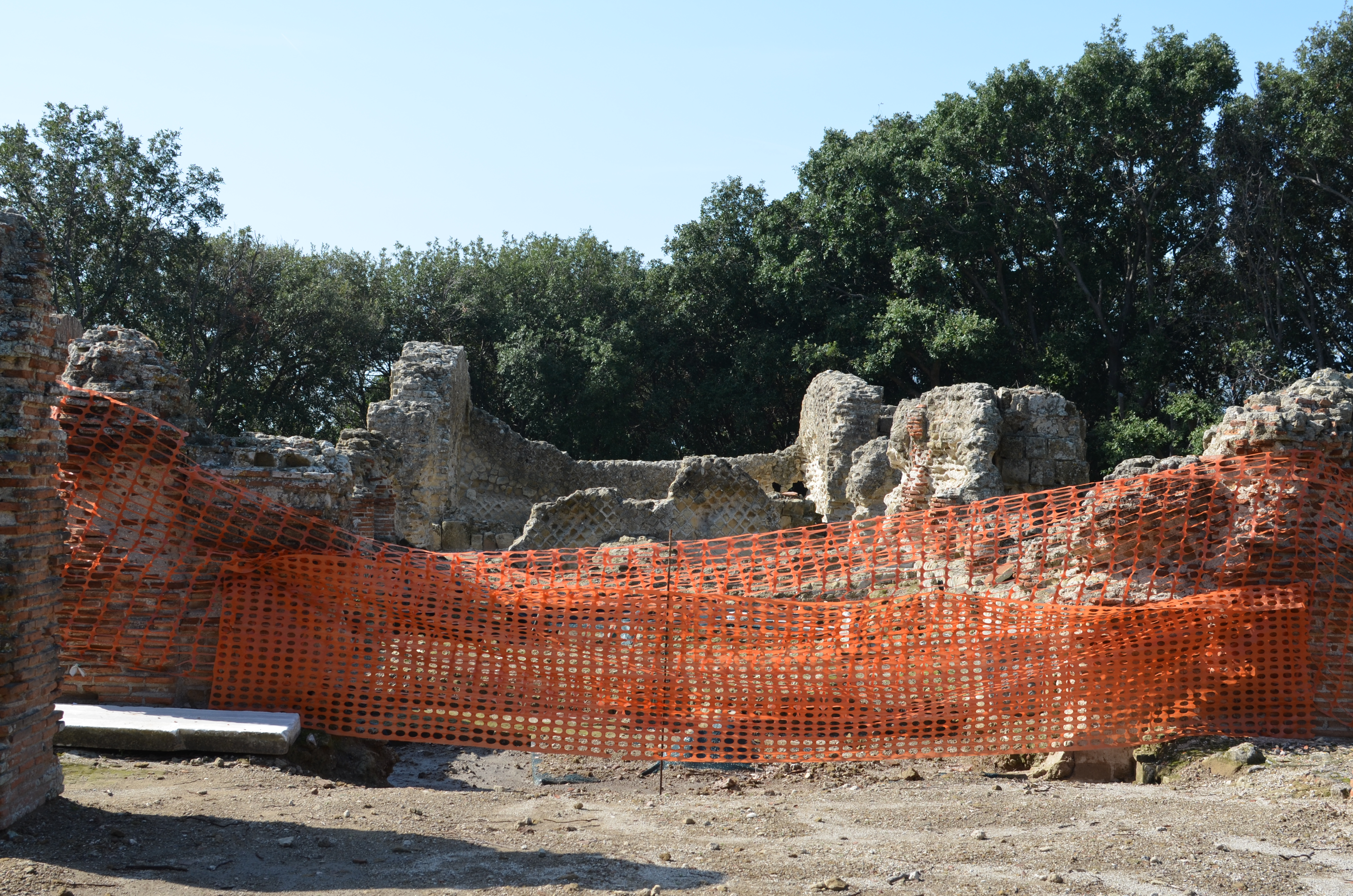
Храм Зевса